# Farní sbor Českobratrské církve evangelické ve Šternberku
Farní sbor Českobratrské církve evangelické v Šternberku je sborem Českobratrské církve evangelické v Šternberku. Sbor spadá pod Moravskoslezský seniorát.
Sbor byl založen roku 1949.
Sbor administruje Jan Lukáš, kurátorem sboru je Martin Vémola.

## Faráři sboru
- Bohumír Sedliský (1950–1951)
- Zdeněk Bareš (1951-1962)
- Josef Hromádka (1962–1979)
- Jaromír Sečkař (1989–1993)
- František Hruška (1995–2001)
- Vlastislav Stejskal (2003–2013)
- Jana Hofmanová (2013–2016)
- Jana Rumlová (2018–2022)